# Geflügelte Braunwurz
Die Geflügelte Braunwurz oder Flügel-Braunwurz (Scrophularia umbrosa) ist eine Pflanzenart aus der Gattung der Braunwurzen (Scrophularia) innerhalb der Familie der Braunwurzgewächse (Scrophulariaceae).

## Beschreibung

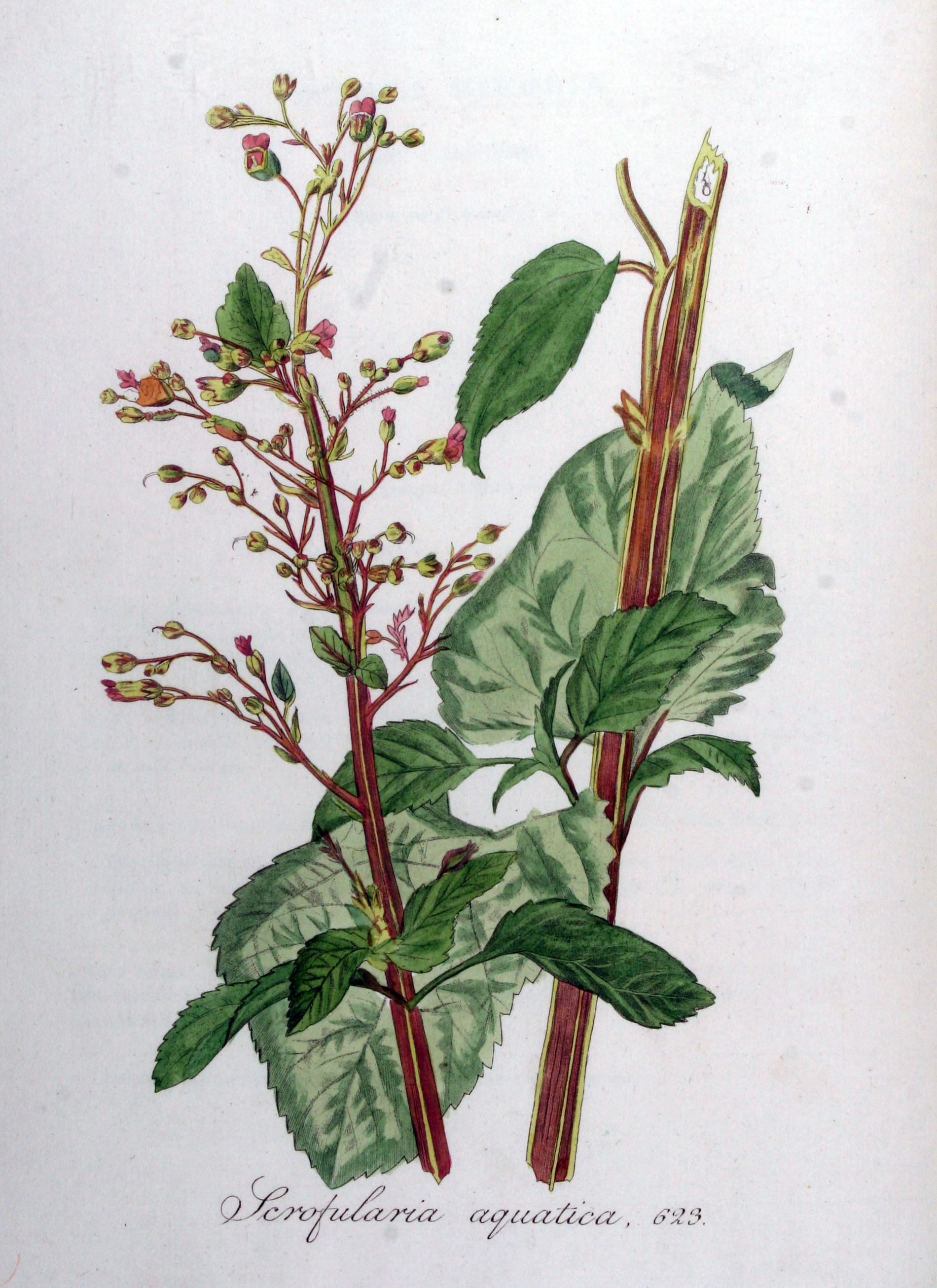
Illustration aus Flora Batava, Volume 8

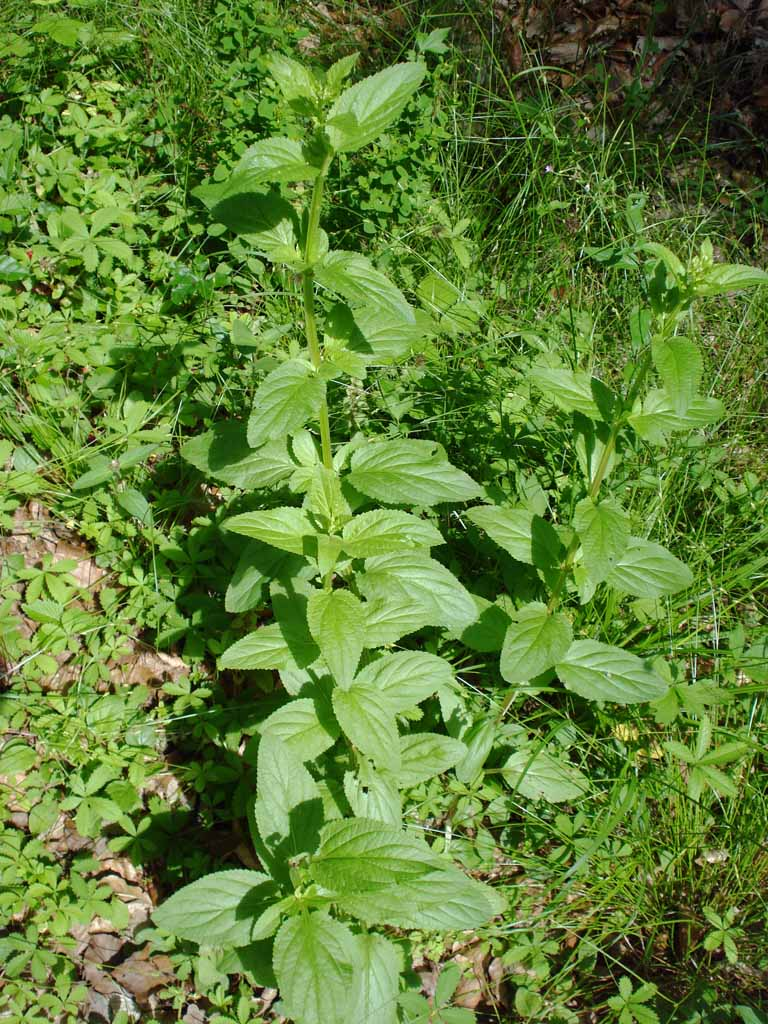
Habitus und gegenständige Laubblätter von Nees-Flügel-Braunwurz (Scrophularia umbrosa subsp. neesii)

### Vegetative Merkmale
Bei der Geflügelten Braunwurz handelt es sich um eine ausdauernde, krautige Pflanze, die meist Wuchshöhen von 40 bis 100 Zentimetern erreicht; gelegentlich kann sie auch deutlich höher werden. Der selbstständig aufrechte Stängel ist manchmal im oberen Teil verzweigt. Die Kanten des Stängels und auch der Laubblattstiele sind in vier mehr oder weniger breite, häutige Flügel ausgezogen.
Die gegenständig am Stängel angeordneten Laubblätter sind in Blattstiel und -spreite gegliedert. Die einfache Blattspreite ist länglich bis eiförmig-länglich. Der Blattrand ist scharf gezähnt oder im unteren Teil auch gekerbt.

### Generative Merkmale
Die Blüten sind meist locker im Blütenstand verteilt.
Die zwittrige Blüte ist zygomorph mit doppelter Blütenhülle. Die Kelchzipfel sind rundlich und sehr stumpf. Die Blütenkrone ist rotbraun, am Grunde grünlichgelb und 6 bis 8 Millimeter lang.
Die Samen sind 0,8 Millimeter lang und 0,07 mg schwer.
Die Chromosomengrundzahl beträgt x = 13. Bei Scrophularia umbrosa subsp. umbrosa liegt Diploidie mit einer Chromosomenzahl von 2n = 26 und bei Scrophularia umbrosa subsp. neesii liegt Tetraploidie mit einer Chromosomenzahl von 2n =  52 vor.

## Ökologie und Phänologie
Die Geflügelte Braunwurz blüht vorwiegend in den Monaten Juni bis August und fruchtet von August bis September.
Die Pflanze ist ein Wintersteher. Sie ist eine Licht- bis Halbschattpflanze. Die Samen werden durch Wind und Wasser ausgebreitet. Blütenökologisch handelt es sich um Wespenblumen.

## Systematik
Die Erstbeschreibung von Scrophularia umbrosa erfolgte 1827 durch Barthélemy Charles Joseph Dumortier in Flora Belgica, 37. Das Artepitheton umbrosa bedeutet „dunkel“. Ein Synonym für Scrophularia umbrosa Dumort. ist Scrophularia alata Gilib.
Bei der Geflügelten Braunwurz werden zwei Unterarten unterschieden:
- Scrophularia umbrosa subsp. umbrosa (Geflügelte Braunwurz s. str.): Bei ihr sind alle Laubblätter scharf gesägt mit spitzem oberen Ende. Das Staminodium dieser Unterart ist doppelt so breit wie lang, verkehrt-herzförmig, zweispaltig und in den „Stiel“ verschmälert. Ihre Chromosomenzahl beträgt 2n = 26.[5]

- Nees-Flügel-Braunwurz, Gekerbte Braunwurz (Scrophularia umbrosa subsp. neesii (Wirtg.) E.Mayer): Bei ihr sind die unteren Laubblätter stumpflich auslaufen und gekerbt; nur die mittleren und oberen sind gesägt. Das Staminodium dieser Unterart ist etwa dreimal so breit wie lang und besitzt einen plötzlich abgesetzten Stiel. Sie kommt in Frankreich, Deutschland, Österreich, Ungarn, Tschechien, der Slowakei, Litauen, Slowenien und im früheren Jugoslawien vor.[4] Ihre Chromosomenzahl beträgt 2n = 52.

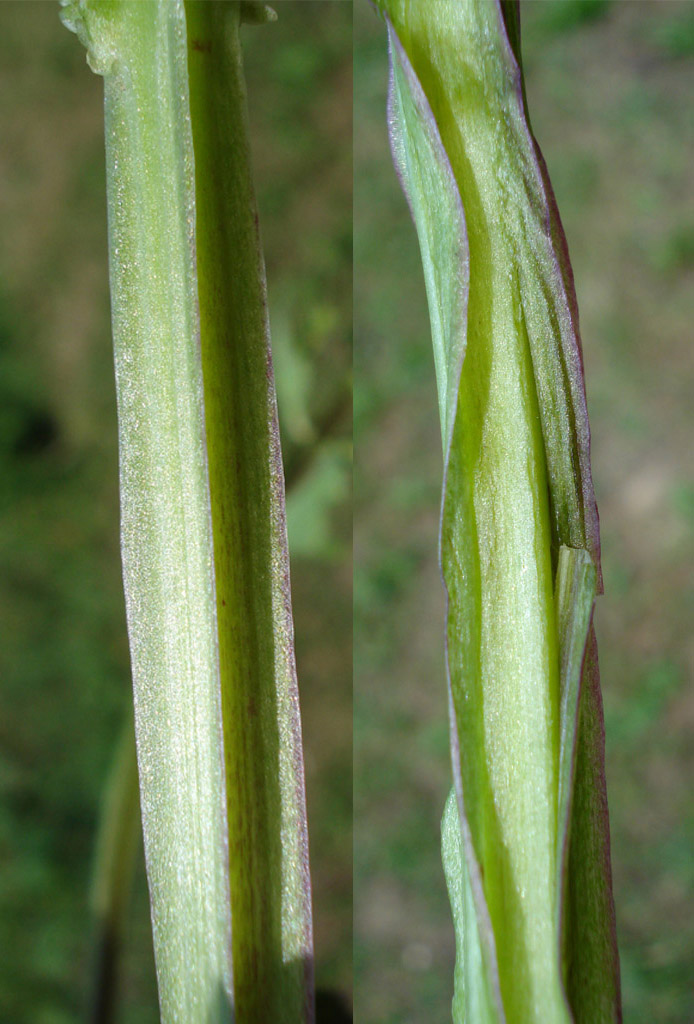
Stängel
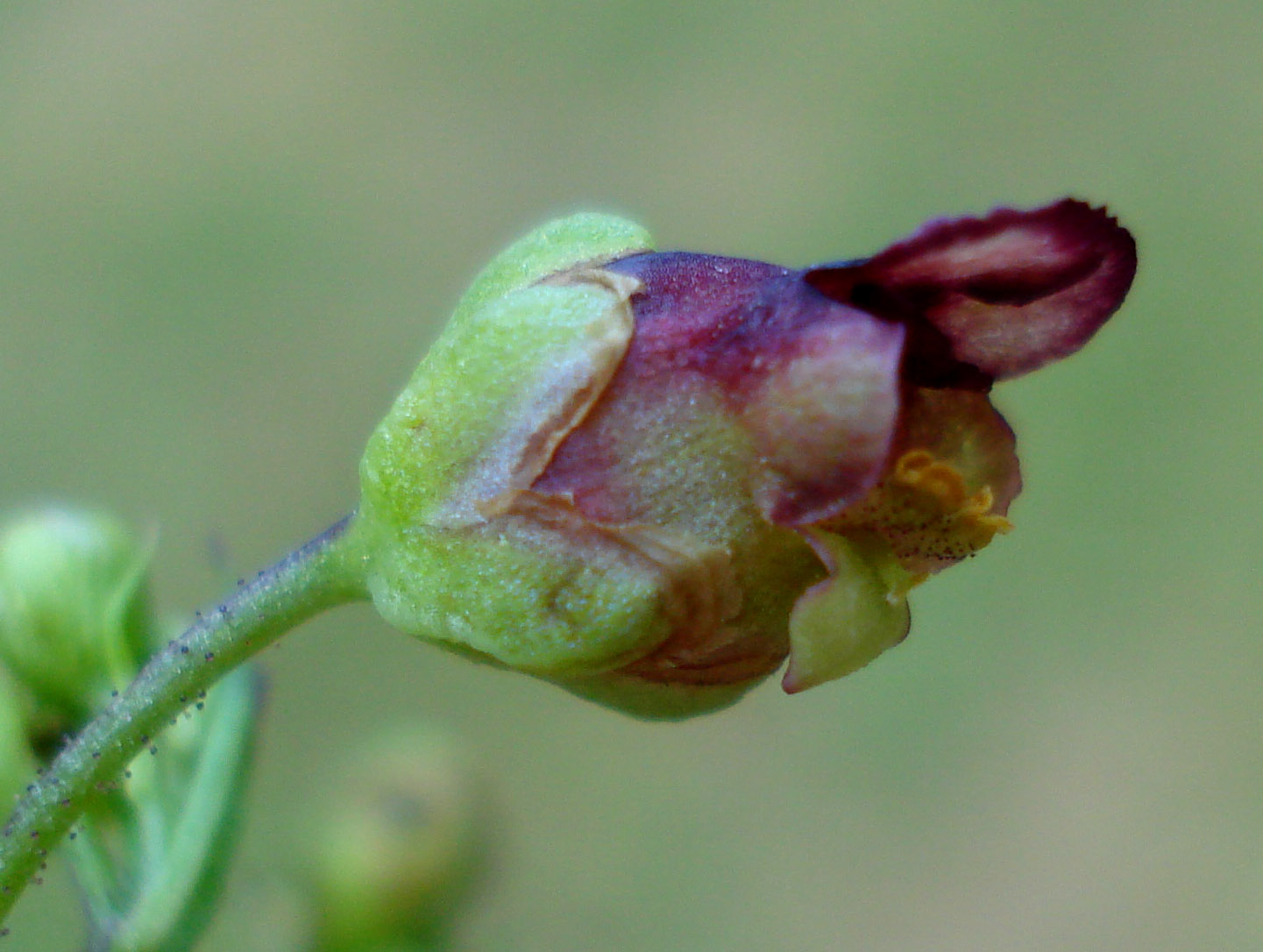
Blüte
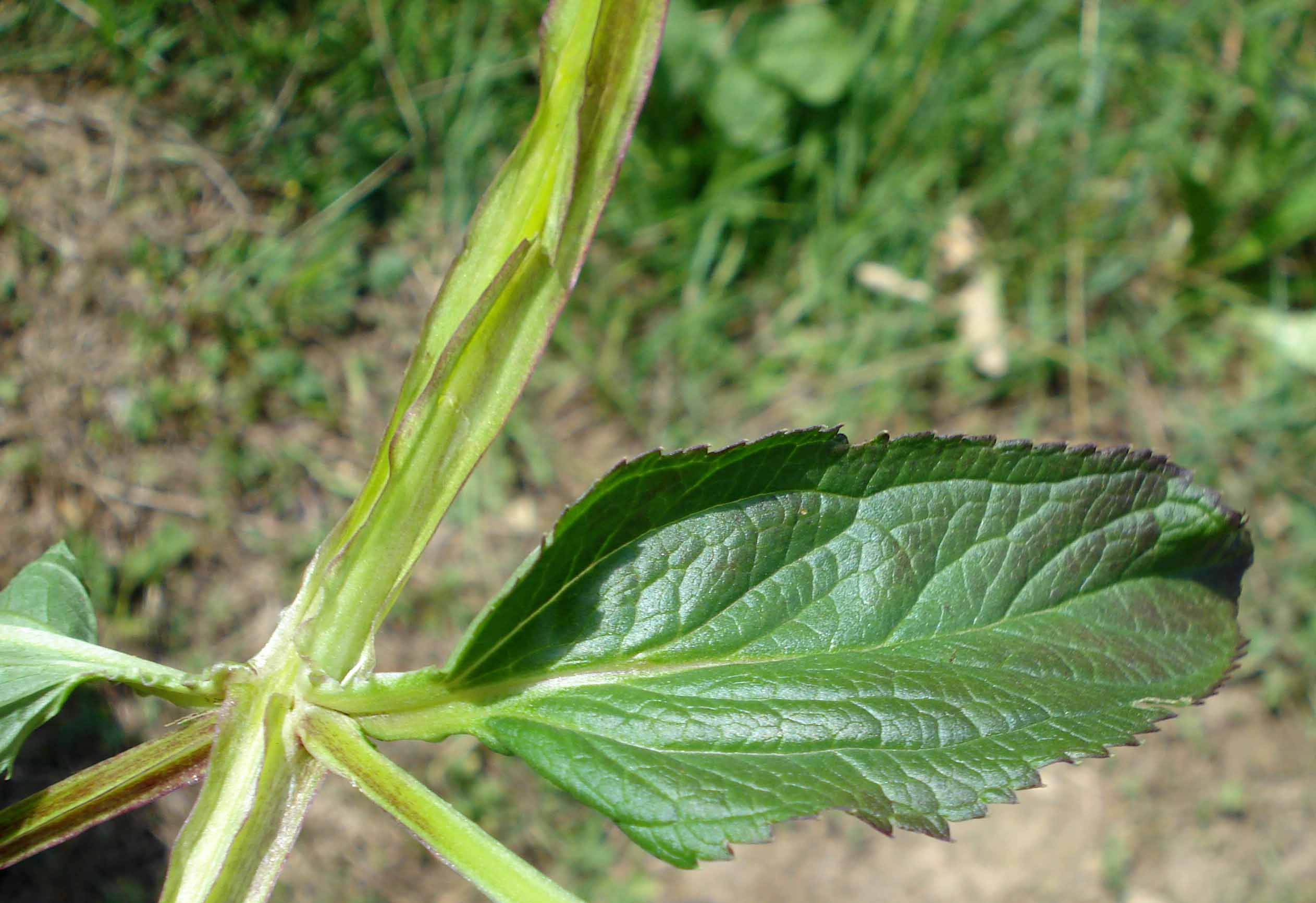
Laubblatt der Scrophularia umbrosa subsp. umbrosa
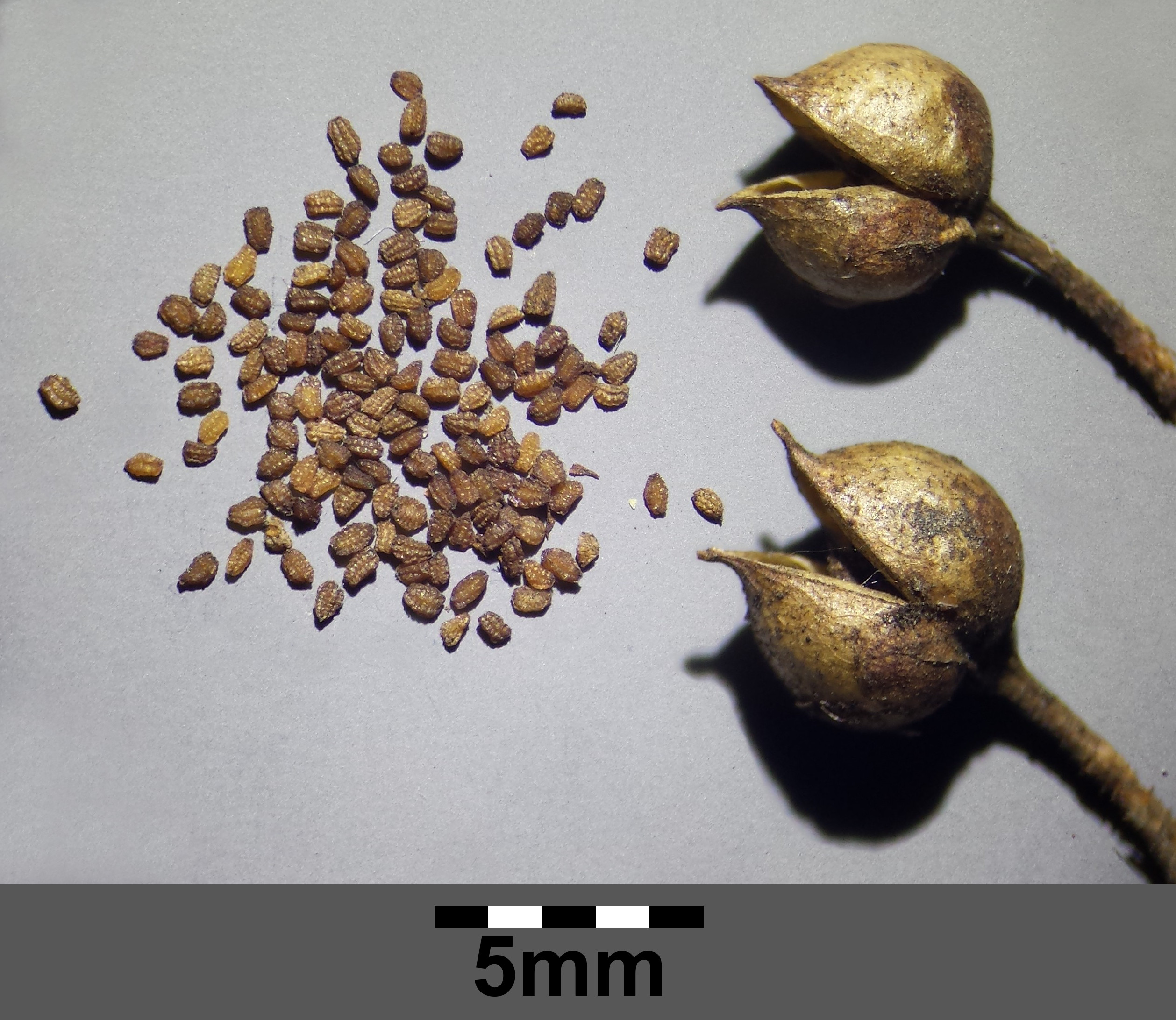
Früchte mit Samen
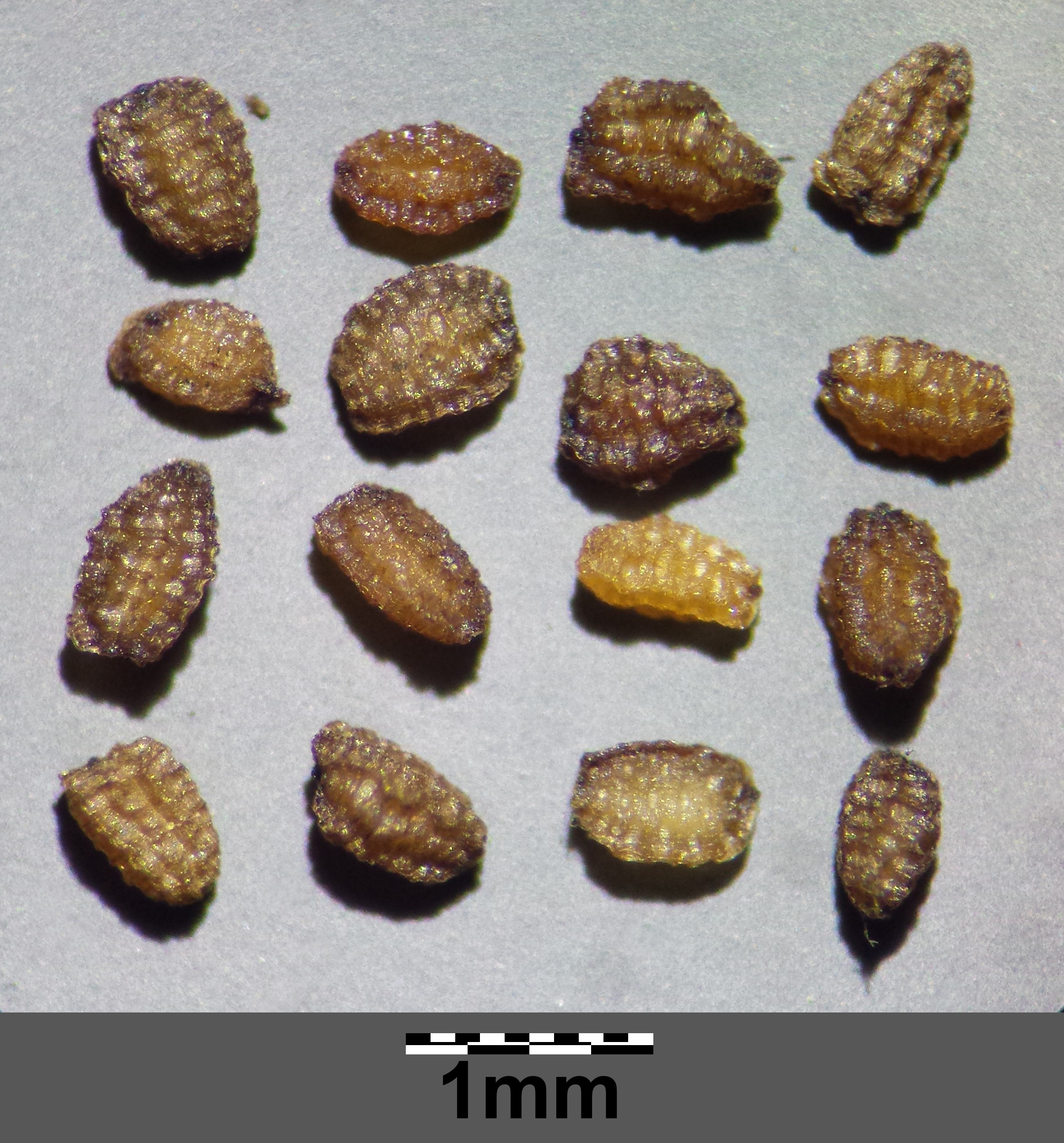
Samen

## Vorkommen
Die Geflügelte Braunwurz kommt von Dänemark bis Südeuropa vor. Nach Osten dringt sie bis nach Zentralasien, Pakistan, Sibirien und Xinjiang vor. Auch findet man sie im mittleren Nordamerika.
In Deutschland kommt die Geflügelte Braunwurz im mittleren und südlichen Gebiet zerstreut bis ziemlich häufig vor. Im Norden und Nordwesten ist sie selten oder fehlt ganz. In Österreich und der Schweiz ist sie recht verbreitet. Die Verbreitung der beiden Unterarten ist noch ungenügend geklärt. Neueste Untersuchungen zeigen aber die Tendenz, dass die Gekerbte Braunwurz eher in Süddeutschland (vor allem Baden-Württemberg und Bayern) anzutreffen ist und die Geflügelte Braunwurz i. e. S. im Mittelgebirgsraum und im Nordosten Deutschlands.
Die Geflügelte Braunwurz wächst in Bach- und Grabenröhrichten, in feuchten Gebüschen und auch im fließenden Wasser. Sie bevorzugt meist tonige, oft kalkreiche Schlamm- und Lehmböden. Sie ist in Mitteleuropa eine Charakterart des Convolvulo-Epilobietum hirsuti aus dem Convolvulion-Verband.